# 12-Stunden-Rennen von Sebring 2015

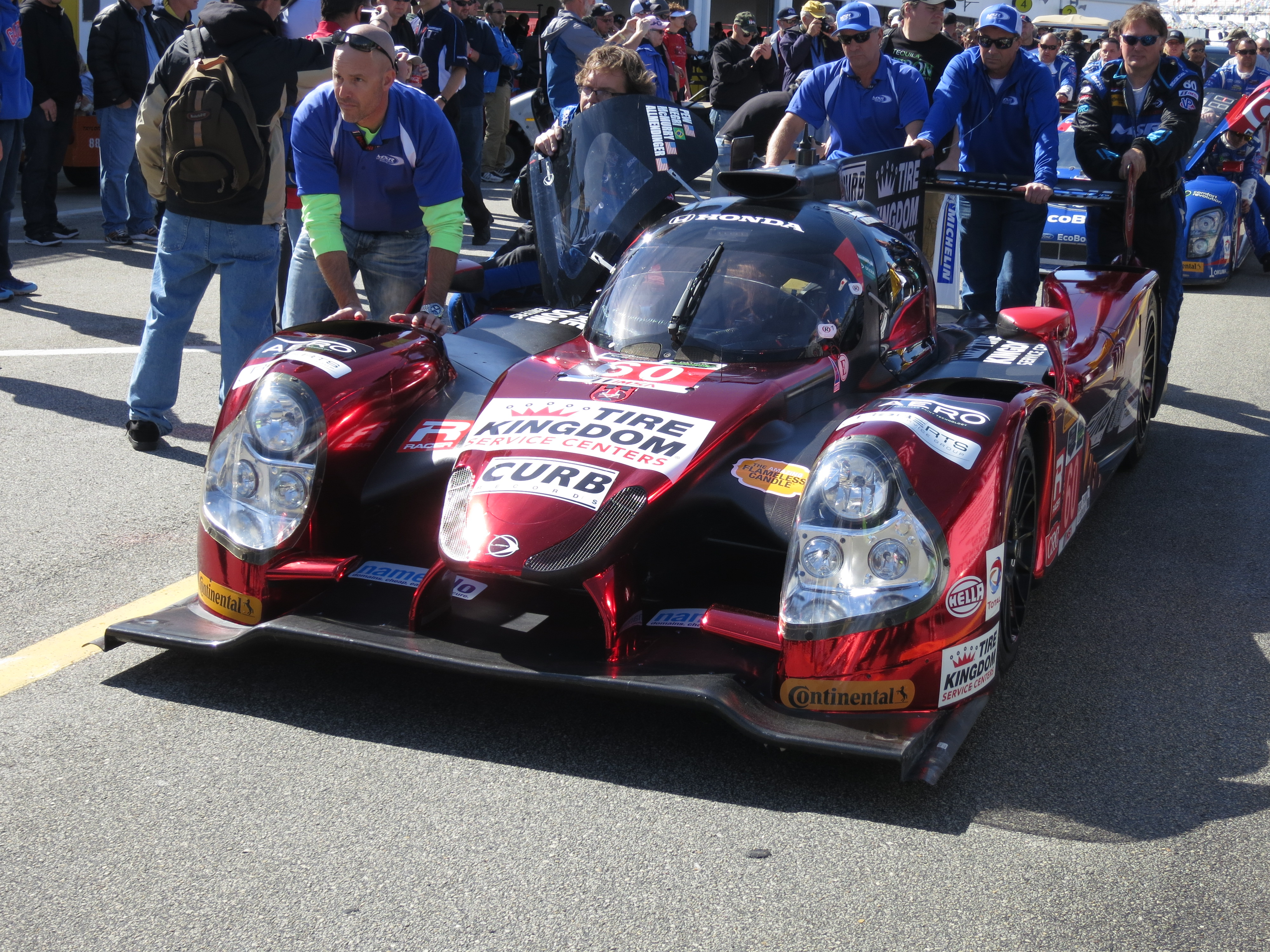
Der Michael-Skank-Racing-Ligier JS P2 – hier vor dem Start zum 24-Stunden-Rennen von Daytona – kam über den 32. Schlussrang nicht hinaus

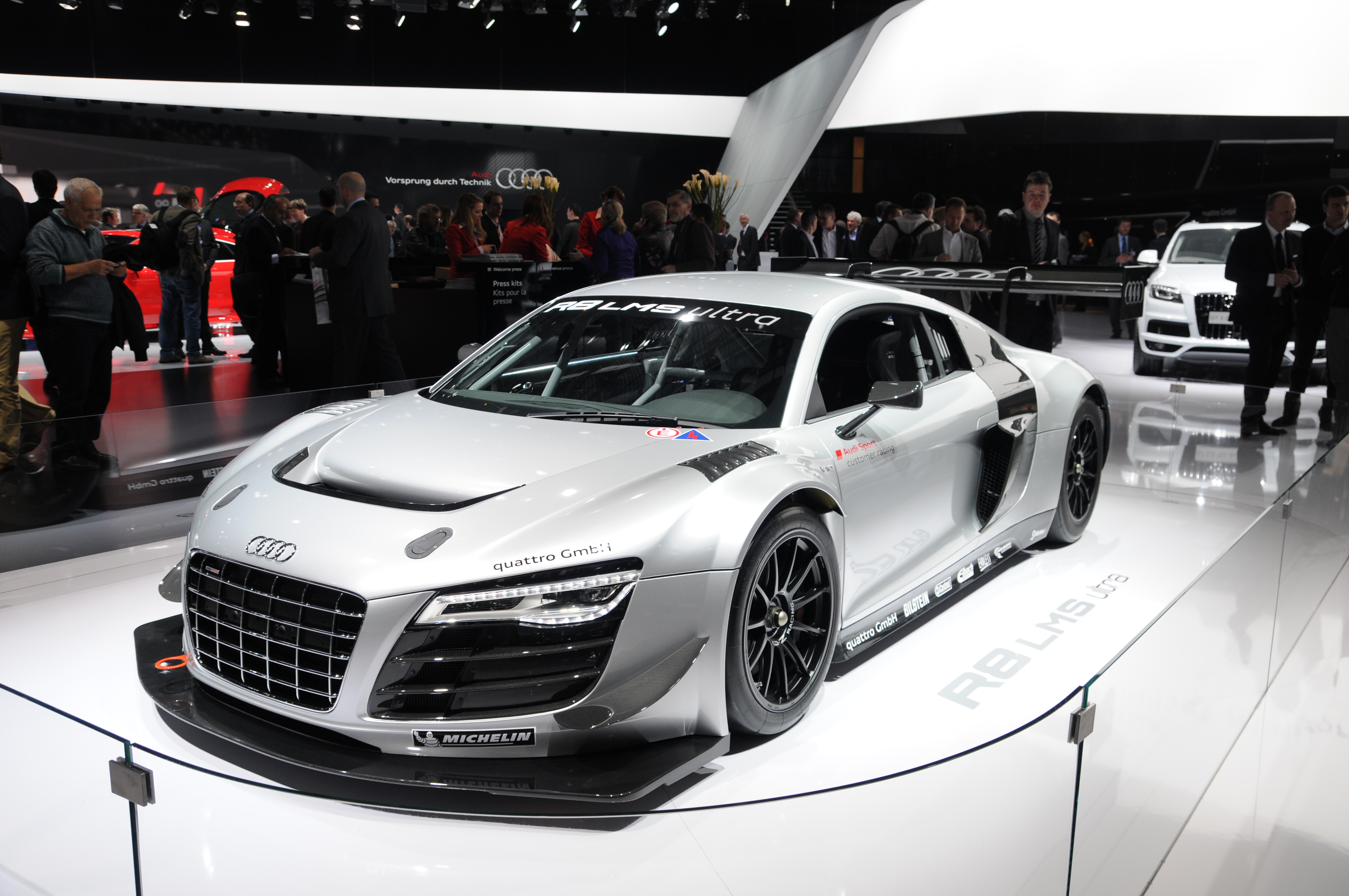
Audi R8 LMS der 2. Generation

Das 63. 12-Stunden-Rennen von Sebring, auch 63rd Annual Mobil 1 Twelve Hours of Sebring Fueled by Fresh From Florida, fand am 21. März 2015 auf dem Sebring International Raceway statt und war der zweite Wertungslauf der United SportsCar Championship 2015.

## Vor dem Rennen
Wie im Jahr davor begann die United SportsCar Championship mit dem 24-Stunden-Rennen von Daytona, das in diesem Jahr mit dem Gesamtsieg von Scott Dixon, Tony Kanaan, Kyle Larson und Jamie McMurray auf einem von Chip Ganassi Racing gemeldeten Riley MkXXVI endete.

## Das Rennen
Im Gegensatz zum Rennen des Vorjahres, als es durch eine Flut an Gelbphasen einen Überraschungssieger gab, gewann 2015 die dominierende Rennmannschaft. 246 der 340 Rennrunden lag der am Schluss erfolgreiche Chevrolet Corvette DP von João Barbosa, Christian Fittipaldi und Sébastien Bourdais in Führung. Nach 12-Stunden-Fahrzeit hatte das Trio den Vorsprung von einer Runde auf den Corvette DP von Max Angelelli und die Söhne von Wayne Taylor, Ricky und Jordan, herausgefahren. Gesamtdritte wurden Richard Westbrook, Michael Valiante und Mike Rockenfeller, die einen weiteren Corvette pilotierten.
Die im Training überlegenen LMP2-Prototypen erlebten im Rennen allesamt einen schwarzen Tag. Im Training war Olivier Pla im Krohn-Racing-Ligier JS P2 mit einer Zeit von 1:51,152 die schnellste Qualifikationsrunde gefahren. Pla führte auch zu Beginn des Rennens. Nachdem Team- und Wagenbesitzer Tracy Krohn den Ligier übernommen hatte, fiel er rasch weit zurück. Krohn hatte im Verlauf des Rennens außerdem eine Kollision beim Überrunden, wodurch der Gesamtsieg unerreichbar blieb. Der im Training von Justin Wilson viertplatzierte Ligier von Michael Shank Racing verunfallte mit Oswaldo Negri am Steuer schon nach einer Stunde. Der Wagen konnte zwar repariert werden, lag im Ziel aber aussichtslos zurück. Auch die beiden HPD ARX-03b fielen vorzeitig aus.

## Ergebnisse

### Schlussklassement
| 1           | P    | 5   | Action Express Racing                    | João Barbosa Christian Fittipaldi Sébastien Bourdais             | Chevrolet Corvette DP        | 340 |
| 2           | P    | 10  | Wayne Taylor Racing                      | Ricky Taylor Jordan Taylor Max Angelelli                         | Chevrolet Corvette DP        | 339 |
| 3           | P    | 90  | VisitFlorida.com Racing                  | Richard Westbrook Michael Valiante Mike Rockenfeller             | Chevrolet Corvette DP        | 339 |
| 4           | P    | 01  | Chip Ganassi Racing with Felix Sabates   | Joey Hand Scott Pruett Scott Dixon                               | Riley MkXXVI                 | 339 |
| 5           | P    | 31  | Action Express Racing                    | Dane Cameron Eric Curran Massimiliano Papis                      | Chevrolet Corvette DP        | 338 |
| 6           | PC   | 52  | PR1 Mathiasen Motorsports                | Tom Kimber-Smith Mike Guasch Andrew Palmer                       | Oreca FLM09                  | 334 |
| 7           | PC   | 54  | Core Autosport                           | Colin Braun Jon Bennett James Gue                                | Oreca FLM09                  | 334 |
| 8           | P    | 57  | Krohn Racing                             | Olivier Pla Tracy Krohn Niclas Jönsson                           | Ligier JS P2                 | 334 |
| 9           | PC   | 38  | Performance Tech Motorsports             | Conor Daly Jerome Mee James French                               | Oreca FLM09                  | 333 |
| 10          | GTLM | 3   | Corvette Racing                          | Antonio García Jan Magnussen Ryan Briscoe                        | Chevrolet Corvette C7.R      | 330 |
| 11          | GTLM | 62  | Risi Competizione                        | Pierre Kaffer Giancarlo Fisichella Andrea Bertolini              | Ferrari 458 Italia GTC       | 330 |
| 12          | GTLM | 17  | Team Falken Tire                         | Wolf Henzler Bryan Sellers Patrick Long                          | Porsche 911 RSR              | 329 |
| 13          | GTLM | 24  | BMW Team RLL                             | Lucas Luhr John Edwards Jens Klingmann                           | BMW Z4 GTE                   | 329 |
| 14          | GTLM | 911 | Porsche North America                    | Patrick Pilet Nick Tandy Richard Lietz Earl Bamber               | Porsche 911 RSR              | 328 |
| 15          | GTLD | 23  | Team Seattle Alex Job Racing             | Mario Farnbacher Ian James Alex Riberas                          | Porsche 911 GT America       | 318 |
| 16          | GTD  | 007 | TRG-AMR                                  | James Davison Christina Nielsen Brandon Davis                    | Aston Martin V12 Vantage GT3 | 318 |
| 17          | GTLM | 98  | Aston Martin Racing                      | Pedro Lamy Paul Dalla Lana Darren Turner Mathias Lauda           | Aston Martin Vantage V8      | 318 |
| 18          | GTD  | 63  | Scuderia Corsa                           | Anthony Lazzaro Bill Sweedler Townsend Bell                      | Ferrari 458 Italia Grand-Am  | 318 |
| 19          | GTD  | 93  | Riley Motorsports                        | Ben Keating Al Carter Marc Goossens Cameron Lawrence             | Dodge Viper SRT GT3-R        | 317 |
| 20          | GTD  | 48  | Paul Miller Racing                       | Bryce Miller Christopher Haase Dion von Moltke                   | Audi R8 LMS Grand-Am         | 317 |
| 21          | GTLM | 912 | Porsche North America                    | Frédéric Makowiecki Jörg Bergmeister Nick Tandy Earl Bamber      | Porsche 911 RSR              | 317 |
| 22          | GTLM | 25  | BMW Team RLL                             | Dirk Werner Bill Auberlen Augusto Farfus                         | BMW Z4 GTE                   | 317 |
| 23          | GTD  | 58  | Wright Motorsports                       | Jan Heylen Madison Snow Milo Valverde                            | Porsche 911 GT America       | 316 |
| 24          | GTD  | 22  | Alex Job Racing                          | Leh Keen Cooper MacNeil Andrew Davis                             | Porsche 911 GT America       | 316 |
| 25          | GTD  | 97  | Turner Motorsport                        | Boris Said III Michael Marsal Markus Palttala Andy Priaulx       | BMW Z4 GTE                   | 315 |
| 26          | P    | 50  | Fifty Plus Racing                        | Jim Pace Byron Defoor David Hinton Dorsey Schroeder              | Riley MkXXVI                 | 309 |
| 27          | GTD  | 49  | AF Corse                                 | Piergiuseppe Perazzini Rui Águas Marco Cioci Vicente Potolicchio | Ferrari 458 Italia Grand-Am  | 308 |
| 28          | PC   | 8   | Starworks Motorsport                     | Alex Popow Renger van der Zande Mirco Schultis                   | Oreca FLM09                  | 280 |
| 29          | PC   | 16  | BAR1 Motorsports                         | Martin Plowman Marc Drumwright Tomy Drissi David Cheng           | Oreca FLM09                  | 194 |
| 30          | P    | 07  | SpeedSource                              | Tom Long Joel Miller Ben Devlin Sylvain Tremblay                 | Mazda Prototype              | 104 |
| 31          | P    | 0   | Claro TracFone DeltaWing Racing          | Memo Rojas Katherine Legge Andrew Meyrick                        | DeltaWing DWC13              | 60  |
| 32          | P    | 60  | Michael Shank Racing with Curb Agajanian | Oswaldo Negri John Pew Justin Wilson                             | Ligier JS P2                 | 46  |
| 33          | GTD  | 45  | Flying Lizard Motorsports                | Marco Holzer Robert Thorne Colin Thompson                        | Audi R8 LMS Grand-Am         | 23  |
| Ausgefallen |      |     |                                          |                                                                  |                              |     |
| 34          | GTD  | 33  | Riley Motorsports                        | Jeroen Bleekemolen Ben Keating Sebastiaan Bleekemolen            | Dodge Viper SRT GT3-R        | 314 |
| 35          | PC   | 85  | JDC Miller Motorsports                   | Rusty Mitchell Mikhail Goikhberg Chris Miller Gerry Kraut        | Oreca FLM09                  | 290 |
| 36          | PC   | 11  | RSR Racing                               | Chris Cumming Bruno Junqueira Gustavo Menezes                    | Oreca FLM09                  | 267 |
| 37          | GTLM | 4   | Corvette Racing                          | Tommy Milner Oliver Gavin Simon Pagenaud                         | Chevrolet Corvette C7.R      | 264 |
| 38          | P    | 2   | Tequila Patron ESM                       | Johannes van Overbeek Ed Brown Jon Fogarty                       | HPD ARX-03b                  | 211 |
| 39          | GTD  | 44  | Magnus Racing                            | Andy Lally John Potter Marco Seefried                            | Porsche 911 GT America       | 179 |
| 40          | P    | 1   | Tequila Patron ESM                       | Ryan Dalziel Scott Sharp David Heinemeier Hansson                | HPD ARX-03b                  | 162 |
| 41          | GTD  | 73  | Park Place Motorsports                   | Spencer Pumpelly Patrick Lindsey Jim Norman                      | Porsche 991 GT America       | 155 |
| 42          | P    | 70  | SpeedSource                              | Tristian Nunez Jonathan Bomarito Sylvain Tremblay                | Mazda Prototype              | 111 |
| 43          | GTD  | 81  | GB Autosport                             | Damien Faulkner Mike Skeen Michael Avenatti Kuba Giermaziak      | Porsche 991 GT America       | 97  |

### Nur in der Meldeliste
Hier finden sich Teams, Fahrer und Fahrzeuge, die ursprünglich für das Rennen gemeldet waren, aber aus den unterschiedlichsten Gründen daran nicht teilnahmen.
| Pos. | Klasse | Nr. | Team                         | Fahrer                      | Chassis                  |
| ---- | ------ | --- | ---------------------------- | --------------------------- | ------------------------ |
| 44   | GTD    | 009 | TRG-AMR                      |                             | Aston Martin V12 Vantage |
| 45   | P      | 7   | Starworks Motorsport         | Scott Mayer Brendon Hartley | Riley MkXXVI             |
| 46   | GTD    | 18  | Muehlner Motorsports America |                             | Porsche 991 GT America   |
| 47   | GTD    | 19  | Muehlner Motorsports America | Connor De Phillippi         | Porsche 991 GT America   |

### Klassensieger
| Klasse | Fahrer           | Fahrer               | Fahrer             | Fahrzeug                | Platzierung im Gesamtklassement |
| ------ | ---------------- | -------------------- | ------------------ | ----------------------- | ------------------------------- |
| P      | João Barbosa     | Christian Fittipaldi | Sébastien Bourdais | Chevrolet Corvette DP   | Gesamtsieg                      |
| PC     | Tom Kimber-Smith | Mike Guasch          | Andrew Palmer      | Oreca FLM09             | Rang 6                          |
| GTLM   | Antonio García   | Jan Magnussen        | Ryan Briscoe       | Chevrolet Corvette C7.R | Rang 10                         |
| GTD    | Mario Farnbacher | Ian James            | Alex Riberas       | Porsche 911 GT America  | Rang 15                         |

### Renndaten
- Gemeldet: 47
- Gestartet: 43
- Gewertet: 33
- Rennklassen: 4
- Zuschauer: unbekannt
- Wetter am Renntag: unbekannt
- Streckenlänge: 6,019 km
- Fahrzeit des Siegerteams: 12:01:40.097 Stunden
- Gesamtrunden des Siegerteams: 340
- Gesamtdistanz des Siegerteams: 2046,442  km
- Siegerschnitt: 170,143 km/h
- Pole Position: Olivier Pla – Ligier JS P2 (#57) – 1:51,152 – 194,941 km/h
- Schnellste Rennrunde: Olivier Pla – Ligier JS P2 (#57) – 1:52,261 – 193,017 km/h
- Rennserie: 2. Lauf zur United SportsCar Championship 2015